# Me Enamora
Me Enamora é uma canção escrita e interpretada pelo cantor e compositor colombiano Juanes. A música é o primeiro single de seu quarto álbum solo de estúdio La Vida... Es Un Ratico (2007). Em 2012, Juanes relançou o single com uma nova versão, que foi apresentada em seu álbum MTV Unplugged.
A música recebeu os prêmios de melhor gravação do ano, melhor canção do ano e melhor vídeo musical curto no Grammy Latino de 2008.

## Faixas
- CD single

1. "Me Enamora" – 3:14 (versão única)

- Maxi single

1. "Me Enamora" – 3:13
2. "Vulnerable" – 4:26
3. "Fíjate Bien" – 4:51
4. Un Día Normal" – 3:42

- Download digital do iTunes

1. "Me Enamora (MTV Unplugged)" – 3:20[2]